# Vallelado
Vallelado è un comune spagnolo di 844 abitanti situato nella comunità autonoma di Castiglia e León.